# 仲田信亮
仲田 信亮（なかだ しんすけ、天保9年（1838年） - 1898年（明治31年）1月21日）は明治時代の栃木県官吏、実業家。

## 経歴
天保9年（1838年）に生まれた。通称は精作、諱は則。江戸時代には江戸幕府徒目付を務めた。
明治2年（1869年）9月26日下野国足利郡勧濃村平民として岩鼻県に出仕し、勧農課に属した。明治4年（1871年）6月日光県に転じ、11月栃木県に合併以後も引き続き勤務した。明治5年（1872年）信彰から信亮に改名した。1882年（明治15年）1月から1883年（明治16年）12月まで下都賀・寒川郡長を務めた。
明治4年（1871年）7月県に建言書を提出し、鬼怒川・思川流域の養蚕業開発を主導するなど、早くから殖産興業政策に関わった。1884年（明治17年）5月岩崎民三郎・南条新六郎とともに群馬県山田郡安楽土村に桐生縮緬会社を設立した。1886年（明治19年）7月同村に変則中学校として桐生私立英語学校を開校した。1887年（明治20年）県産織物輸送のための両毛鉄道創立に参加し、1889年（明治22年）開通、1890年（明治23年）度まで副支配人を務めた。
1889年（明治22年）3月上京し、深川区西平井町の洲崎製鋼創立に参加して取締役を務めた。1891年（明治24年）には横浜市にあって伏島近蔵とともに新吉田川開削を計画し、1896年（明治29年）竣工した。栃木県でも鉱山開発に関わって利益を上げたが、足尾鉱毒事件により鉱山事業に逆風が吹き、自身の会社も赤字に苦しむ中、1898年（明治31年）1月21日死去した。

## 家族
- 妻：サキ - 安政5年（1858年）生まれ[12]。
- 長男：仲田信四郎 - 1895年（明治28年）8月7日生まれ[12]。三菱重工業において零戦等の航空機設計に携わった。